# Кривош-Неманич, Владимир Иванович
Владимир Иванович Кривош-Неманич (1 июля 1865, Vrbica, Liptó County, Королевство Венгрия, Австро-Венгрия — 4 августа 1942, Уфа, РСФСР, Башкирская АССР, СССР) — российский и советский полиглот, криптограф, стенограф, переводчик.

## Биография
Словак по происхождению. Учился в гимназии в Пршерове, затем в венгерской гимназии в Спишской Новой Веси (Игло), затем в итальянско-хорватской гимназии в Фиюме (Риека), изучал стенографию. Позже поступил в Королевскую Ориентальную Академию в Вене, которую не закончил.
Получив рекомендательное письмо от словацкого писателя Светозара Гурбана-Ваянского, переехал в столицу России. Был зачислен в Петербургский университет. В 1886 году он становится слушателем, а затем студентом восточного факультета. Изучал право, статистику, вернулся к арабистике, персидскому и турецкому языкам, стенографирует на пяти языках. Университет не окончил.
В 1888 г. получает российское подданство.
В 1889—1891 годах был корреспондентом еженедельника «Славянские известия», писал статьи в словацкую газету «Народные новины».
С 1893 г. служил в Цензуре иностранных газет и журналов при петербургском почтамте, занимался перлюстрацией. В 1898 году В. И. Кривош получил первый чин коллежского регистратора.
В течение следующих пяти лет совершенствовал методы перлюстрации в России, сделал ряд открытий и изобретений. За новый способ вскрытия писем, не оставлявший ни малейших следов вскрытия, получил орден Св. Владимира 4-й степени из рук Петра Столыпина.
Кривош стал одним из виднейших специалистов в области перлюстрации и дешифрования. Он сотрудничал с дешифровальной службой Министерства иностранных дел. Кроме того, он с 1901 по 1914 годы преподавал стенографию в Технологическом институте.
В июле 1904 в составе Особого отдела Департамента полиции, в котором были сосредоточены все дела о государственных преступлениях, было создано секретное «Особое отделение по розыску о международном шпионстве».
С декабря 1904 по август 1906 он состоял в качестве переводчика-дешифровальшика (криптоаналитика) при секретном отделении (3-е делопроизводство) Департамента полиции.
Во время русско-японской войны В. И. Кривошу удалось раскрыть 3 из 5 ключей, с помощью которых дешифровывалось большинство перехватываемых телеграмм противника. Российское Министерство иностранных дел направило криптографа Кривоша для совместной работы с французами в Париж, где смогли раскрыть два ключа, один из которых был неизвестен России. В течение 10-ти дней работы во французской секретной службе — Surete generale — была раскрыта пятая составляющая японского кода. Кроме того, Кривошу удалось подробно ознакомиться с работой французской криптографической службы. Таким образом, он стал первым русским криптографом, подробно познакомившимся с работой дешифровальной службы Франции того времени. Полученные полезные сведения были использованы русскими криптографами в практической деятельности.
В 1906—1907 годах Кривош был заведующим стенографическим бюро Государственной думы, затем стал заведующим стенографическим бюро Государственного совета.
В 1907 г. стал руководителем секретного бюро военной и военно-морской разведки, которое занималось копированием и дешифрованием документов иностранных посольств, полученных агентурным путём.
Однако в 1911 г. Кривош был уволен с поста руководителя секретного бюро по подозрению в присвоеннии средств, выделенных на оперативные нужды. Тогда же он был вынужден уволиться и из Цензуры иностранных газет и журналов.
В 1912—1914 годах Кривош внештатно работал в императорских библиотеках Зимнего дворца.
После начала Первой мировой войны В. И. Кривош был переводчиком разведотделения штаба 8-й армии. Однако в апреле 1915 он был арестован «по подозрению в военном шпионстве» и в августе 1915 г. был в административном порядке сослан в Иркутск. В декабре 1915 г. Кривош был арестован в Иркутске по обвинению в связях с «германскими ссыльными в целях шпионажа», был освобождён в январе 1916 г. за отсутствием доказательств.
В течение полутора лет пребывания в Сибири В. И. Кривош собрал материалы о городе и окрестностях Иркутска. Его коллекции и научная деятельность впоследствии станут основой нового Иркутского университета.
После Февральской революции в 1917 В. И. Кривош вернулся в Петроград, где стал работать управляющим делами на нефтеперегонном заводе. Но в июне 1917 г. военная контрразведка Петроградского военного округа подвергла его обыску и допросу, вновь по подозрению в шпионаже.
После Октябрьской революции Кривош сразу же предложил свои услуги новым властям. Он подготовил дипломатическую ноту о прекращении боев на фронтах на английском и французском языках, примечания к которой делает сам Ленин. Позже Ленин отдал приказ зачислить В. И. Кривоша в состав вновь созданного Народного комиссариата иностранных дел. Там ему пришлось работать с Л.Троцким, речи которого ему было поручено переводить. Также он работал в ВСНХ.
Но в январе 1918 г. Кривош был арестован Следственной комиссией при Петросовете и в марте 1918 г. его дело рассматривал Революционный трибунал, который приговорил его к году тюремного заключения за то, что Кривош «состоя на службе в политической агентуре при свергнутом самодержавном правительстве…в период революции пытался получить должность при советском правительстве».
В мае 1918 г. Кривош был досрочно освобожден по амнистии.
В декабре 1918 г. Кривош был принят переводчиком в отдел Военного контроля РККА (военная контрразведка), которая в январе 1919 г. была преобразована в особые отделы ВЧК. С 1919 г. он стал называть себя Кривош-Неманич. В марте 1919 г. Кривош занял должность инструктора разведчиков в разведывательном отделении Западного фронта.
Но в марте 1919 г. он был вновь арестован ВЧК «ввиду полученного материала причастности его к Союзу русского народа и подозрению в шпионаже». Но уже в апреле 1919 г. он был освобождён и стал переводчиком-дешифровщиком Петроградской ЧК. С июля 1919 г. он стал переводчиком-дешифровщиком особого отдела ВЧК.
Но в июле 1920 г. его вновь арестовали по обвинению в получении взятки за пропуск в прифронтовую полосу. В декабре 1920 г. он был приговорен Президиумом ВЧК к расстрелу с заменой 10 годами заключения, но уже в апреле 1921 г. его освободили, и он стал работать в Спецотделе при ВЧК (шифрование и дешифрование) в качестве эксперта.
В ноябре 1921 г. Кривош вновь был арестован по обвинению в подготовке бегства за границу. В мае 1922 г. его освободили под домашний арест, и он продолжил работу в Спецотделе ГПУ.
В марте 1923 г. снова последовал арест «за несанкционированные контакты с представителями чехословацкой миссии». В июне 1923 г. коллегия ОГПУ приговорила его по статье о шпионаже к 10 годам заключения.
Он был отправлен в СЛОН, где работал заведующим метеостанцией, а также с 1925 г. снова занимался дешифровальной работой для ОГПУ, работал в историко-археологической и краеведческой секциях, был музыкантом в лагерном оркестре, публиковал в лагерном журнале стихи, даже издал сборник своих баллад.
В 1928 г. Кривош-Неманич был досрочно освобожден и вернулся к жене, которая не отказалась от мужа во время его преследований.
До 1935 г. вновь работал экспертом в Спецотделе ОГПУ-НКВД, затем ушёл на пенсию. Во время Великой Отечественной войны жил в эвакуации в Уфе, где преподавал языки семьям чекистов.
Умер в 1942 в Уфе. Через несколько лет его останки были перемещены в братскую могилу, следы которой затерялись.